# Meijinsen
Meijinsen est un jeu vidéo de shōgi développé et commercialisé par SNK en 1986 sur borne d'arcade.